# Paula Bieler Eriksson
Paula Bieler Eriksson, född Bieler [bjɛːlɛr] 31 mars 1988 i Lundby församling i Västerås i Västmanlands län, är en svensk tidigare politiker (sverigedemokrat). Hon var ordinarie riksdagsledamot 2014–2020, invald för Kalmar läns valkrets (2014–2018) respektive Uppsala läns valkrets (2018–2020).

## Biografi
Bieler är född i Västerås men uppvuxen i Täby. Hennes föräldrar kommer från Polen. Farmodern var högt uppsatt inom det polska kommunistpartiet och Bielers far flydde till Sverige efter att år 1968 ha pekats ut som en del i en ”judisk-sionistisk konspiration” av partiledaren Władysław Gomułka.
Hon läste det naturvetenskapliga programmet på Viktor Rydberg gymnasium i Djursholm och gick ut i juni 2006. Efter gymnasietiden fortsatte hon med studier i lingvistik och språk vid Stockholms universitet. Hösten 2007 började hon studera till civilingenjör inom bioteknik vid Uppsala universitet. Efter ett par terminer avbröt hon studierna för att istället studera till gymnasielärare i matematik. Hon avbröt studierna i april 2011 när hon erbjöds arbete som politisk sekreterare åt Mattias Karlsson i riksdagen.

### Politisk karriär
Bieler blev medlem i Sverigedemokraterna hösten 2009. Bieler har varit ledamot i Uppsala läns landsting och har tidigare också haft uppdrag i kommunfullmäktige. I april 2011 började hon arbeta som heltidsanställd politisk sekreterare åt partikollegan Mattias Karlsson. Drygt två år senare, i juni 2013, blev hon chefredaktör för SD-Kuriren, en tjänst hon behöll tills hon hösten 2014 blev riksdagsledamot.
År 2012 uppmärksammades det att Bieler utmanade den dåvarande ordföranden för Sverigedemokratisk ungdom, Gustav Kasselstrand, om posten men förlorade ordförandestriden vid årsmötet. Bieler satt sedan under några år i SD-kvinnornas styrelse och var under ett par år deras förbundssekreterare. I november 2013 blev hon invald som ledamot i Sverigedemokraternas partistyrelse. Bieler har suttit som suppleant i styrelsen för Sverigedemokraternas företag Samtid och Framtid som ger ut den socialkonservativa nättidningen Samtiden.
Inför valet 2014 stod Bieler på sjätteplats på den rikstäckande riksdagslistan och valdes in som riksdagsledamot. Hon var tidigare talesperson för bland annat jämställdhetsfrågor och integrationspolitik och därefter partiets migrationspolitiska talesperson. Hon satt i partistyrelsen samt från 2015 i partiets verkställande utskott.
Bieler meddelade den 11 februari 2020 att hon lämnade sin riksdagsplats och alla sina politiska uppdrag med omedelbar verkan till följd av riksdagens regler för ledighet. Hon lämnade partiet samma år och angav som anledning bland annat partiledningens åsiktsbyten i flera frågor, såsom abortfrågan. David Perez utsågs till ny ordinarie riksdagsledamot från och med 29 februari 2020 sedan Bieler avsagt sig uppdraget som riksdagsledamot.

### Efter politiken
I februari 2021 blev Bieler fristående krönikör på nättidningen Altinget. Hon påbörjade efter riksdagsutträdet en utbildning på dietistprogrammet vid Uppsala universitet.